# La festa mia/Fai tutto tu
La festa mia/Fai tutto tu è il secondo singolo discografico di Carla Bissi pubblicato in Italia nel 1972.

## Descrizione
La copertina presenta una foto con un primo piano della cantante; a seguito della vittoria del premio Gondola d'argento il disco venne ripubblicato con una nuova copertina che riportava la menzione del premio.

## Tracce
1. La festa mia (Fabrizio Maurizio, Franco Califano)
2. Fai tutto tu (R. Conrado, Franco Califano)

## Brani
Il brano La festa mia vinse la Gondola d'argento alla Mostra internazionale di musica leggera di Venezia.